# Jeg er William
Jeg er William  er en dansk film fra 2017 baseret på en roman af samme navn af Kim Fupz Aakeson. Den er instrueret af Jonas Elmer og med Alexander Magnússon, Rasmus Bjerg og Niels-Martin Eriksen i hovedrollerne.

## Handling
William har det ikke sindssygt nemt. Hans mor er en kolbøtte, så William bor hos sin morbror Niels, der lever af lidt af hvert. Nu har morbror Niels rodet sig ud i en stor spillegæld, og byens gangster er på nakken af ham. William må mobilisere både mandsmod og fantasi for at redde sig selv og sin morbror. Det gør han så, men samtidig har William også både de tre bøller fra klassen og en spirende forelskelse i Viola at holde styr på.

## Medvirkende
- Alexander Magnússon som William
- Rasmus Bjerg som Morbror Niels
- Niels-Martin Eriksen som Djernis